# Musikåret 1991

## Händelser
1991 var året som grungerocken fick sitt stora genombrott. "Nevermind" av gruppen Nirvana, med hitsingeln Smells Like Teen Spirit, blev det mest populära albumet i USA det året. Popliknande hair metal-grupper som Def Leppard, Mötley Crüe, Poison och Ratt, som varit populära i slutet av 1980-talet började förlora sin popularitet . Dock erhöll hårdrocksgruppen Guns N' Roses fortsatt popularitet. Grungerockens ökade popularitet gjorde att Seattle övertog Los Angeles tidigare position som dominerande rockort.

### Januari
- 18 – I Salt Lake City i delstaten Utah i USA krossas tre människor då vissa ur publiken stormar scenen på en konsert med den australiensiska hårdrocksgruppen AC/DC.
- Januari – Grammisutdelningar detta år.

### Mars
- 20 – Michael Jackson skriver kontrakt med Sony vilket kan ge företaget 1 miljard US-dollar.[1]
- 31 – Carola Häggkvists låt Fångad av en stormvind vinner den svenska uttagningen till Eurovision Song Contest på Malmö stadsteater i Malmö[2].

### Maj
- 4 – Carola Häggkvists låt Fångad av en stormvind vinner Eurovision Song Contest i Rom för Sverige[3].
- 11 – Den svenska popduon Roxette toppar den amerikanska Billboardlistan för fjärde gången med låten Joyride.

### Juni
- Sommaren – Rocktåget reser runt Sverige med Tomas Ledin, Niklas Strömstedt och Lena Philipsson.

### Augusti
- 13 – Metalgruppen Metallica från USA släpper sitt album Metallica.
- 9–10 – Det svenska dansbandet Sven-Ingvars spelar som första dansband på Hultsfredsfestivalen.
- 17–12 – Den kanadensiske rockartisten Bryan Adams singel (Everything I Do) I Do It for You ligger 11 veckor på Tracks-listans förstaplats.

### September
- 4 – Roxette startar sin första världsturné Join the Joyride World Tour.
- 17 – Rockgruppen Guns N' Roses från USA släpper sina två album Use Your Illusion I och Use Your Illusion II.

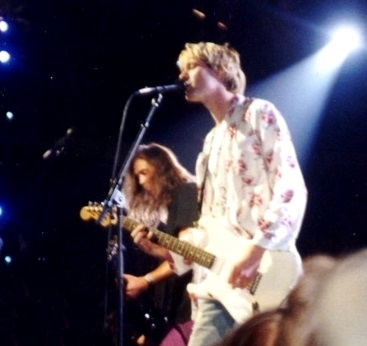
Nirvana.

- 23 – Rockgruppen Europe från Upplands Väsby i Stockholm släpper albumet Prisoners in Paradise.
- 24 – Grungegruppen Nirvana från USA släpper sitt album Nevermind.

### Oktober
- 5 – Galenskaparna och After Shaves revy Grisen i säcken har urpremiär på Lorensbergsteatern i Göteborg.
- 6 – Vikingarna vinner Hänts meloditävling med låten För dina blåa ögons skull, skriven av Kaj Svenling och Johnny Thunqvist[4].
- 20 – Den tyska synthpopgruppen Kraftwerk gör sin allra första konsert i Sverige, i Solnahallen i Stockholm. Dagen efter spelar de på Olympen i Lund. Under The Mix-turnén, som startar i Aberdeen i Skottland i Storbritannien den 10 juli 1991 och avslutas den 30 november 1991 i Prag i Tjeckoslovakien, spelar de cirka 35 spelningar runt om i Europa.

### December
- 19 – Det svenska dansbandet Ingmar Nordströms spelar för sista gången i Växjö.
- 21–22 – Konsert med Ian Mcculloch, Allison Moyet, School of Fish, Siouxsie and the Banshees, The Smithereens, This Picture och Wonderstuff på KROQ Acoustic Christmas i Los Angeles, Kalifornien, USA.
- 24 – CD-spelaren är "årets julklapp" i Sverige[5].

## Priser och utmärkelser
- Atterbergpriset – Siegfried Naumann
- Stora Christ Johnson-priset – Siegfried Naumann för mångårig tonsättargärning, hög estetisk och teknisk nivå, osedvanlig personlig målmedvetenhet och integritet
- Mindre Christ Johnson-priset – Anders Hillborg för Celestial Mechanics
- Cornelis Vreeswijk-stipendiet – Tore Berger
- Crusellstipendiet – Mats Janhagen
- ”Faschings bästa vän” – ÅkeJohansson och Elvin Jones
- Fred Åkerström-stipendiet – Lars Demian
- Hambestipendiet – Jan-Olof Andersson
- Hugo Alfvénpriset – Neeme Järvi
- Jan Johansson-stipendiet – Pia Olby
- Jenny Lind-stipendiet – Susanna Levonen
- Johnny Bode-stipendiet – Gert Willy Berndt
- Jussi Björlingstipendiet – Sylvia Lindenstrand och Loa Falkman
- Medaljen för tonkonstens främjande – Kerstin Nerbe, Conny Carlson, Torsten Nilsson och Svante Pettersson
- Nordiska rådets musikpris – Niels-Henning Ørsted Pedersen, Danmark
- Norrbymedaljen – Eva Svanholm Bohlin
- Rosenbergpriset – Arne Mellnäs
- Spelmannen – Norrlandsoperan
- Svenska Dagbladets operapris – Jonas Forssell
- Ulla Billquist-stipendiet – Louise Hoffsten
- Årets körledare – Eva Svanholm Bohlin

## Årets album
Vänligen sortera soloartister på efternamn, musikgrupper på förstabokstaven (utan engelskans "The" och "A")

### A – G
- Bryan Adams – Waking Up the Neighbours
- Alice in Chains – Facelift
- Annihilator – Never, Neverland
- Anthrax – Attack Of The Killer B's
- Army of Lovers – Massive Luxury Overdose
- Bad Religion – '80-'85
- Bad Religion – Against the Grain
- Black Sheep – A Wolf in Sheeps Clothing
- Blandade artister – Dansband klassiker
- Blur – Leisure (debutalbum)
- Johnny Cash – Johnny Cash Country Christmas
- Marc Cohn - Marc Cohn
- Crimson Glory – Strange and Beautiful
- Eva Dahlgren – En blekt blondins hjärta
- Kikki Danielsson – Vägen hem till dej
- Def Jef – Soul Food
- De La Soul – De La Soul is Dead
- Del Da Funky Homosapien – I Wish My Brother George Was Here
- De lyckliga kompisarna – Le som en fotomodell
- DJ Quik – Quik is the Name
- ED O.G. & Da Bulldogs – Life of a Kid in the Ghetto
- EMF – Schubert Dip
- Erasure – Chorus
- Eric Gadd -Do you believe in Gadd?
- Europe – Prisoners in Paradise
- Eurythmics – Greatest Hits
- Mylène Farmer – L'Autre
- Fear Factory – Concrete
- Front 242 – Tyranny (For You)
- Gamma Ray – Sigh No More
- Jan Garbarek – Star
- Geto Boys – We Can't be Stopped
- Green Day – Kerplunk!
- Guns N' Roses – Use Your Illusion I
- Guns N' Roses – Use Your Illusion II

### H – R
- Helloween – Pink Bubbles Go Ape
- Staffan Hellstrand – Den stora blå vägen
- Hole – Pretty on the Inside
- Toni Holgersson – Zigenaren i månen
- Iced Earth – Night of the Stormrider
- INXS – X
- Irma – Irma
- Michael Jackson – Dangerous
- Keith Jarrett – The Cure
- Holly Johnson – Dreams That Money Can't Buy
- Jesus Jones – Doubt
- Anders Jormin – Alone
- Kraftwerk – The Mix
- Lenny Kravitz – Mama Said
- Kyuss – Wretch (debutalbum)
- Peter LeMarc – Sången de spelar när filmen är slut
- Lill Lindfors – En Lillsk jul
- Live – Mental Jewelry (debutalbum)
- Lotta & Anders Engbergs orkester – Världens bästa servitris[6]
- Massive Attack – Blue Lines
- Mayhem – Dawn of the Blackhearts
- Metallica – Metallica (The Black Album)[7]
- The Monkees – Listen To The Band (4-cd-box)
- Morrissey – Kill Uncle
- Mr. Bungle – Mr. Bungle
- My Bloody Valentine – "Loveless"
- Ned's Atomic Dustbin – God Fodder (debutalbum)
- Nirvana – Nevermind
- Nitzer Ebb – Ebbhead
- Stina Nordenstam – Memories of a Color
- Orup – Orupean Songs
- Gilbert O'Sullivan – Sounds of the Loop
- Overkill – Horrorscope
- Dolly Parton – Eagle When She Flies
- Tom Paxton – It Ain't Easy
- Pet Shop Boys – Discography
- Thorleifs – 30 Thorleifs-klassiker
- P.M. Dawn – Of the Heart, Of the Soul and Of the Cross: The Utopian Experience
- Primus (musikgrupp) – Sailing the Seas of Cheese
- Prince – Diamonds and Pearls
- Queen – Greatest Hits II
- Queensrÿche – Empire
- Pearl Jam – Ten.[8]
- Primal Scream - ’’Screamadelica’’
- R.E.M. – Out of Time
- The Real Group – Röster
- Red Hot Chili Peppers – Blood Sugar Sex Magik
- Richie Sambora – Stranger In This Town
- Roxette – Joyride[9]
- Rush – Roll the Bones

### S – Ö
- School of Fish – School of Fish (debutalbum)
- Neil Sedaka – Timeless - The Very Best Of Neil Sedaka
- Paul Simon – Concert in the Park
- Simply Red - Stars
- Skid Row – Slave to the Grind
- Strebers – Kaos & Skrål 85-87
- Strebers – Kallt stål, varmt blod
- Sublime – Jah Won't Pay the Bills (demo)
- Temple of the Dog – Temple of the Dog (debutalbum)
- Testament – Souls of Black
- Thåström – Xplodera mig 2000
- A Tribe Called Quest – The Low End Theory
- U2 – Achtung Baby
- V.A. – Boyz 'N' The Hood OST
- V.A. – The Commitments OST
- V.A. – The Doors OST
- V.A. – New Jack City OST
- Freddie Wadling – The Dice Man
- Anders Widmark – Sylvesters sista resa (debutalbum)
- The Violent Femmes – Why Do Birds Sing?
- Anna Vissi – O! Kipros!

## Årets singlar och hitlåtar
Vänligen sortera soloartister på efternamn, musikgrupper på förstabokstaven (utan engelskans "The" och "A")
- Angel – Sommaren i city
- Army of Lovers – Obsession
- Army of Lovers – Crucified
- Bryan Adams – Can't Stop This Thing We Started
- Bryan Adams – (Everything I Do) I Do It for You
- Carola Häggkvist – Fångad av en stormvind/Captured by a Lovestorm
- Marc Cohn – Walking in Memphis
- Julee Cruise – Fallin
- Eva Dahlgren – Vem tänder stjärnorna?
- Eva Dahlgren – Kom och håll om mej
- Kikki Danielsson – Vägen hem till dej
- Celine Dion & Peabo Bryson – Beauty and the Beast
- Enigma – Sadeness Part I
- Erasure – Love to Hate You
- Eric Gadd – Do You Believe In Me?
- Europe – "Prisoners in Paradise (låt)", "I'll Cry For You"
- Chesney Hawkes – The One and Only
- Heavy D & The Boys – Now That We Found Love
- Ice T – New Jack Hustler
- Irma – Precis som du
- Criss Isaak – Wicked Game
- Just D – Hur E D möjligt
- Just D – Juligen
- Just D – Relalalaxa
- Tara Kemp – Hold You Tight
- Kiss – God Gave Rock and Roll to You II
- The KLF – 3 AM Eternal
- The KLF – Last Train to Transcentral
- Tomas Ledin – Snart tystnar musiken
- Lotta & Anders Engbergs orkester – Världens bästa servitris
- Richard Marx – Hazard
- Massive Attack – Unfinished Sympathy
- Metallica – Enter Sandman
- Michael Jackson – Black or White
- Midi, Maxi & Efti – Bad Bad Boys
- Naughty by Nature – OPP
- Nirvana – Smells Like Teen Spirit
- Orchestral Manoeuvres in the Dark – Pandora's Box
- Orchestral Manoeuvres in the Dark – Sailing on the Seven Seas
- Dolly Parton – Silver and Gold
- Dolly Parton & Ricky Van Shelton – Rockin' Years
- Pet Shop Boys – Where the Streets Have No Name (I Can't Take My Eyes off You)
- Pet Shop Boys – Jealousy
- Pet Shop Boys – Dj Culture
- Pet Shop Boys – Was It Worth It?
- P.M. Dawn – Set Adrift on Memory Bliss
- Pontus & Amerikanerna – God morgon Columbus
- Queensrÿche – Jet City Woman
- Queensrÿche – Silent Lucidity
- R.E.M. – Losing My Religion
- R.E.M. – Shiny Happy People
- Roxette – Joyride[9]
- Roxette – Fading Like a Flower (Every Time You Leave)[9]
- Roxette – Spending My Time[9]
- Roxette – The Big L[9]
- Salt 'n' Pepa – Let's Talk About Sex
- Izabella Scorupco – I Write You a Love Song
- Mauro Scocco – Det finns
- Mauro Scocco – Till dom ensamma
- Scorpions – Wind of Change
- Seal – Crazy
- Skid Row – Monkey Busines
- Skid Row – Slave to the Grind
- Snap! – Mary Had a Little Boy
- Tracie Spencer – This House
- Sven-Ingvars – Två mörka ögon
- The Simpsons – Do the Bartman
- Surface – The First Time
- Ralph Tresvant – Sensitivity
- The Violent Femmes – American Music
- Tommys – Vår dotter[10]
- U2 – The Fly
- Vanilla Ice – Ice Ice Baby
- Vanilla Ice – Ninja Rap
- Zucchero & Paul Young – Senza una donna

## Årets videoalbum
Vänligen sortera soloartister på efternamn, musikgrupper på förstabokstaven (utan engelskans "The" och "A")
- Roxette – The Videos[9]

## Sverigetopplistan1991
| Datum                  | Låttitel                          | Artist/grupp                 | Bakgrund               |
| ---------------------- | --------------------------------- | ---------------------------- | ---------------------- |
| 16 januari 1991 (4v)   | Sadeness Part I                   | Enigma                       | Tyskland               |
| 13 februari 1991 (4v)  | Crazy                             | Seal                         | Storbritannien         |
| 13 mars 1991 (8v)      | Joyride                           | Roxette                      | Sverige                |
| 8 maj 1991 (4v)        | Wind of Change                    | Scorpions                    | Tyskland               |
| 19 juni 1991 (6v)      | Senza una donna (Without A Woman) | Zucchero feat. Paul Young    | Italien Storbritannien |
| 14 augusti 1991 (12v)  | (Everything I Do) I Do It For You | Bryan Adams                  | Kanada                 |
| 6 november 1991 (2v)   | Good Vibrations                   | Marky Mark & The Funky Bunch | USA                    |
| 20 november 1991 (10v) | Black Or White                    | Michael Jackson              | USA                    |

## Jazz
- Sonny Sharrock: Ask the Ages
- Steve Coleman: Black Science
- Randy Weston: Spirits Of Our Ancestors
- Bill Frisell: Where in the World?
- Don Byron: Tuskegee Experiments
- Marilyn Crispell: Images
- Chick Corea Elektric Band: Beyond the Mask
- Bobby Previte: Weather Clear Track Fast
- Music Revelation Ensemble: After Dark
- Joe Lovano: From the Soul
- David Sanborn: Another Hand

## Födda
- 24 april – Elisa Lindström, svensk dansbandssångare (Elisas).

## Avlidna
- 2 januari – Lenne Broberg, 50, svensk sångare, musiker och skivproducent.
- 2 mars – Serge Gainsbourg, 62, fransk sångare.
- 9 mars – Greta Bjerke, 80, svensk sångare och skådespelare.
- 8 april – Dead, eg. Per Yngve Ohlin, 22, svensk musiker, sångare i Mayhem.
- 18 april – Martin Hannett, 42, brittisk musikproducent.
- 18 april – Rudolf Keijser, 68, svensk musiker och pianostämmare.
- 26 april – Hans Holewa, 85, svensk tonsättare, pianist, dirigent och musikpedagog.
- 5 maj – Rolf Larsson, 73, svensk jazzpianist, kompositör och musikarrangör.
- 14 maj – Kerstin Sundmark, 69, svensk kompositör och sångtextförfattare.
- 18 maj – Gunnar Johansson, 85, svensk kapellmästare, kompositör, musikpedagog och musikdirektör.
- 24 maj – Gene Clark, 46, sångare, gitarrist och låtskrivare. Medlem i The Byrds.
- 27 maj – Helge Mauritz, 87, svensk skådespelare och sångare.
- 6 juni – Stan Getz, 64, amerikansk jazzsaxofonist.
- 1 juli – Michael Landon, 54, amerikansk skådespelare, regissör och sångare.
- 26 september – Miles Davis, 65, amerikansk jazzmusiker och kompositör.
- 18 oktober – Gunnar Sønstevold, 78, norsk kompositör av bland annat filmmusik.
- 9 november – Allan Johansson, 72, svensk pianist, kompositör, kapellmästare och sångare.
- 24 november
  - Eric Carr, 41, medlem i rockbandet KISS.
  - Freddie Mercury, 45, rocksångare i gruppen Queen.

### Fotnoter
1. ↑  New York Times
2. ↑  ”Poplight - Melodifestivalen”. Arkiverad från originalet den 24 maj 2012. https://archive.is/20120524214307/http://poplight.zitiz.se/melodifestivalen/1991. Läst 24 maj 2012.
3. ↑  ”Poplight - Eurovision Song Contest”. Arkiverad från originalet den 24 maj 2012. https://archive.is/20120524214308/http://poplight.zitiz.se/eurovision-song-contest/1991. Läst 24 maj 2012.
4. ↑  Information i Svensk mediedatabas.
5. ↑  "Årets julklapp" i Sverige Arkiverad 22 januari 2011 hämtat från the Wayback Machine.
6. ↑  Lotta Engbergs diskografi Arkiverad 3 februari 2011 hämtat från the Wayback Machine.
7. ↑  RIAA.com Diamond Certified Albums Arkiverad 18 augusti 2006 hämtat från the Wayback Machine.
8. ↑  ”Top Pop Catalog”. Billboard. Arkiverad från originalet den 4 april 2009. https://web.archive.org/web/20090404081837/http://www.billboard.com/bbcom/charts/chart_display.jsp?g=Albums&f=Top+Pop+Catalog. Läst 2 april 2009.
9. 1 2 3 4 5 6  Roxettes diskografi Arkiverad 24 augusti 2011 hämtat från the Wayback Machine.
10. ↑  Tommys[död länk]